# Bryonembia amplialata
Bryonembia amplialata is een insectensoort uit de familie Andesembiidae, die tot de orde webspinners (Embioptera) behoort. De soort komt voor in Peru.
Bryonembia amplialata is voor het eerst wetenschappelijk beschreven door Ross in 2003.